# Виноградова Людмила Миколаївна
Людмила Миколаївна Виноградова (нар. 11 грудня 1936) — радянський і російський фольклорист та етнолог. Доктор філологічних наук, співробітник Відділу етнолінгвістики та фольклору Інституту слов'янознавства РАН із 1967 року (молодший науковий співробітник, потім старший науковий співробітник, нині провідний науковий співробітник).

## Біографія
Народилася 11 грудня 1936 року у Новограді-Волинському Житомирської області Української РСР. Середню школу закінчила у місті Мукачеві Закарпатської області.
У 1961 році закінчила філологічний факультет Ужгородського університету. З 1963 року навчалася в аспірантурі Інституту слов'янознавства. У 1973 році захистила в Інституті слов'янознавства кандидатську дисертацію «Польські народні коленди: історико-порівняльний аналіз», у 2001 році — докторську дисертацію «Слов'янська народна демонологія: проблеми порівняльного вивчення».
Основні напрями досліджень: порівняльне вивчення слов'янських обрядів, вірувань, фольклорних текстів; взаємних зв'язків фольклору та етнографії; виявлення змістовної єдності народної культури у всіх її формах, жанрах, кодах; проблематика історичної спільності слов'янських культурних традицій. Автор двох монографій та більше 300-х статей із цих питань, у тому числі для енциклопедичного словника «Слов'янська міфологія» (1995; доповнене перевидання — 2002) та п'ятитомного видання «Слов'янські старожитності: Етнолінгвістичний словник» (1995—2012).

## Монографії
- Зимняя календарная поэзия западных и восточных славян. Генезис и типология колядования / Отв. ред. М. І. Толстой. — М. : Наука, 1982. — 256 с.
- Народная демонология и мифо-ритуальная традиция славян / Отв. ред. С. М. Толста. — М. : Індрік, 2000. — 432 с. — (Традиційна духовна культура слов'ян / Современные исследования) — ISBN 5-85759-110-4.
- Народная демонология Полесья: Публикации текстов в записях 80-90-х гг. XX века: в 4 т / Сост. Л. Н. Виноградова, О. Є. Левкієвська. — Т. I: Люди со сверхъестественными свойствами. — М.: Языки славянских культур, 2010. — 648 с. ISBN 978-5-9551-0446-1; Т. II: Демонологизация умерших людей. — М.: Рукописные памятники Древней Руси, 2012. — 800 с. ISBN 978-5-9551-0606-9. — (Studia philologica)